# The Backseat Boyz
The Backseat Boyz foram uma dupla de wrestling profissional, que consistia de Johnny Kashmere e Trent Acid que competiram na Ring of Honor, Pro Wrestling Unplugged, Combat Zone Wrestling, Assault Championship Wrestling, Premier Wrestling Federation, Jersey All Pro Wrestling e no Japão juntos. Eles foram a primeira equipe na história a manter tanto o ROH Tag Team Championship e o CZW Tag Team Championship.

## No wrestling
- Movimentos de finalização
  - T-Gimmick (Double team crucifix powerbomb)

- Signature moves
  - Backseat Driver (Sky lift caindo em uma combinação  simultaneous neckbreaker / powerbomb)
  - Dream Sequence '02 (Kashmere would lift up an opponent so Acid could hit a lariat takedown permanecendo espera de suas pernas para que ele pudesse transformá-los em um Boston crab antes de Acid sair das cordas do ringue para um leg drop na parte de trás do cabeça exposta do adversário. Neste ponto, Kashmere iria liberar a espera e realizar um bridging reverse chinlock antes de Acid atingir um baseball slide na face exposta do oponente.)

- Temas de entrada
  - "Chase" por Giorgio Moroder

## Campeonatos e prêmios
- Assault Championship Wrestling
  - ACW Tag Team Championship (1 vez)

- Combat Zone Wrestling
  - CZW Tag Team Championship (4 vezes)

- East Coast Wrestling Association
  - ECWA Tag Team Championship (1 vez)

- Hardway Wrestling
  - HW Tag Team Championship (3 vezes)

- Jersey All Pro Wrestling
  - JAPW Tag Team Championship (2 vezes)

- Phoenix Championship Wrestling
  - PCW Tag Team Championship (1 vez)

- National Championship Wrestling
  - NCW Tag Team Championship (1 vez)

- Ring of Honor
  - ROH Tag Team Championship (1 vez)[1]